# Mazoeninocultuur
De  Mazoeninocultuur is een archeologische cultuur uit de 3e tot 5e eeuw aan de middenloop van de Kama en de beneden- en middenloop van de Belaja. De cultuur is vernoemd naar het grafveld bij Mazoenino. Ze werd beschreven in het midden van de jaren vijftig door Vladimir Gening op basis van opgravingen van grafvelden in Zuid-Oedmoertië.
De  Mazoeninocultuur is de opvolger van de plaatselijke Pjany Borcultuur.
Er zijn twee groepen  sites van de  Mazoeninocultuur: Kama en Belaja. Gebaseerd op de Belaja-variant ontwikkelde zich in de 6e-7e eeuw de Bachmoetinocultuur.

## Antropologisch type
Op de begraafplaats Bojarskoje (district Karakoelinski in Oedmoertië) werden 183 graven onderzocht. Het antropologische type van de begravenen werd gekarakteriseerd als sub-Oeraals, ook kenmerkend voor de naburige  Ananjino, Tsjeganda en Kara-abyz-culturen, en bij de huidige Mari en Moksja. De Mazoenino hadden daarentegen geen beslissende invloed op de  Oedmoerten, die zich onderscheiden door een specifiek complex van kenmerken van het gezichtsgebied.
Op het grafveld van Doebrovski (district Kijasovski in Oedmoertië) werden 203 graven onderzocht. De begraven mensen werden gekenmerkt door een Kaukasoïde langschedelig type met een hoog gezicht, dat parallellen heeft zowel onder de Kama-bevolking van de ijzertijd (Tsjeganda-, Kara-abyz- en Polom-culturen) als onder de Sarmaten van de Beneden-Wolga en Don. Dit type is niet vertegenwoordigd onder de moderne Oedmoerten en Komi.